# Uniwersytet Konstantynopolitański
Uniwersytet Magnaura w Konstantynopolu (Uniwersytet Carogrodzki, łac. Atheneum) – bizantyński uniwersytet w Konstantynopolu (obecnie Stambuł).

## Historia
Historia uczelni sięga 425 roku, kiedy cesarz Teodozjusz II ufundował w Konstantynopolu szkołę. W tym czasie na uczelni wykładał m.in. Izydor z Miletu. Językami wykładowymi uczelni na początku jej działalności były greka (dla 16 przedmiotów) i łacina (dla 15 przedmiotów), z czasem jednak zaczął dominować język grecki. 
Proces odnowy uczelni został zapoczątkowany przez cesarza Teofila (panującego w latach 829–842). Renowacja była kontynuowana przez Bardasa, regenta cesarza bizantyńskiego Michała III, a swoją organizacją zaczęła przypominać późniejsze uniwersytety. Jego rektorem został mianowany w 863 roku Leon Matematyk, człowiek o encyklopedycznej wiedzy, zainteresowany nie tylko matematyką, ale także szerzej naukami przyrodniczymi. Wraz ze swoimi uczniami - Konstantynem i Focjuszem, a później wykładowcami uniwersytetu, doprowadził do znacznego wzrostu prestiżu uczelni, co wpisywało się w cesarskie zamysły odbudowy prestiżu świeckiego nauczania. Reforma miała ponadto na celu wychowanie nowych kadr misjonarzy, którzy mieli szerzyć chrześcijaństwo na terenach wschodniej Europy. Wychowankowie uniwersytetu mieli nie tylko posiadać niezbędną wiedzę teologiczną, etnograficzną oraz rozeznanie w polityce zagranicznej, ale również mieli rozwijać swoje umiejętności dyskutanckie, jako że uważano, iż misjonarz powinien nie tylko głosić chrześcijaństwo w nawiązaniu do Ewangelii, ale również umieć prowadzić dyskusje teologiczne z ludźmi z wyższych sfer, będących neofitami. Ponadto wpajano im, że swoją posługą reprezentują nie tylko powagę Kościoła, ale również powagę Cesarstwa. 
W 1054 roku miała miejsce kolejna reforma szkoły. Do grona wykładowców tej uczelni należeli m.in. Konstantyn Cyryl oraz jego nauczyciel Leon Matematyk, patriarcha Konstantynopola Focjusz I Wielki, a także historyk i pisarz Michał Psellos. 
W 1453 roku uniwersytet przestał funkcjonować na skutek zdobycia Konstantynopola przez Turków osmańskich. W późniejszych latach powstała w jego miejscu szkoła osmańska.

## Nazwa
Nazwa uczelni „Magnaura” (Μαγναύρα, Magna Aula) pochodzi od nazwy budynku, w którym odbywały się zajęcia.

## Program dydaktyczny
Na uniwersytecie wykładano m.in.: medycynę, filozofię, nauki prawne, ekonomię, geografię, retorykę i astronomię.